# Angelo Pagotto
Angelo Pagotto (* 21. listopadu 1973, Verbania, Itálie) je bývalý italský fotbalista hrající na postu brankáře. V roce 2007 dostal zákaz činnosti na 8 let za užívání drog - kokainu.[zdroj?]

## Statistiky
| Klub            | Sezóna  | Liga   | Liga | Pohár  | Pohár | LM či EL | LM či EL | Celkem | Celkem |
| Klub            | Sezóna  | Zápasy | Góly | Zápasy | Góly  | Zápasy   | Góly     | Zápasy | Góly   |
| --------------- | ------- | ------ | ---- | ------ | ----- | -------- | -------- | ------ | ------ |
| SSC Napoli      | 1993/94 | 0      | 0    | ?      | ?     | ?        | ?        | ?      | ?      |
| US Pistoiese    | 1994/95 | 34     | -21  | ?      | ?     | ?        | ?        | ?      | ?      |
| Sampdoria Janov | 1995/96 | 24     | -33  | ?      | ?     | ?        | ?        | ?      | ?      |
| AC Milan        | 1996/97 | 34     | -18  | ?      | ?     | ?        | ?        | ?      | ?      |
| FC Empoli       | 1997    | 4      | -7   | ?      | ?     | ?        | ?        | ?      | ?      |
| Perugia Calcio  | 1997/98 | 30     | -28  | ?      | ?     | ?        | ?        | ?      | ?      |
| Perugia Calcio  | 1998/99 | 6      | -14  | ?      | ?     | ?        | ?        | ?      | ?      |
| AC Reggiana     | 1999    | 12     | -14  | ?      | ?     | ?        | ?        | ?      | ?      |
| Perugia Calcio  | 1999/00 | 2      | -1   | ?      | ?     | ?        | ?        | ?      | ?      |
| Triestina       | 2001/02 | 26     | -23  | ?      | ?     | ?        | ?        | ?      | ?      |
| Triestina       | 2002/03 | 26     | -29  | ?      | ?     | ?        | ?        | ?      | ?      |
| USD Arezzo      | 2003/04 | 30     | -19  | ?      | ?     | ?        | ?        | ?      | ?      |
| USD Arezzo      | 2004/05 | 41     | -50  | ?      | ?     | ?        | ?        | ?      | ?      |
| FC Turin        | 2005/06 | 0      | 0    | ?      | ?     | ?        | ?        | ?      | ?      |
| US Grosseto     | 2006/07 | 8      | -9   | ?      | ?     | ?        | ?        | ?      | ?      |
| FC Crotone      | 2007    | 5      | -11  | ?      | ?     | ?        | ?        | ?      | ?      |
| Celkově         | Celkově | 257    | -272 | ?      | ?     | ?        | ?        | ?      | ?      |

## Úspěchy

### Reprezentace
- 1x na ME 21 (1996 - zlato)